# 19521 Caos
19521 Caos (designação provisória: 1998 WH24) é um cubewano (um objeto do cinturão de Kuiper que não está em ressonância com Netuno) que foi descoberto em 1998 pela Deep Ecliptic Survey.
Caos orbita o Sol a uma distância média de 45,974 UA em 311,72 anos. Assumindo um albedo de 0,04, sua magnitude absoluta de 4,9. e tem um diâmetro estimado acima de 600 quilômetros. Devido ao seu tamanho relativamente grande, o mesmo é considerado um forte candidato a ser classificado como planeta anão.

## Descoberta
19521 Caos foi descoberto no dia 19 de novembro de 1998 através do Deep Ecliptic Survey.

## Órbita
A órbita de 19521 Caos tem uma excentricidade de 0,1069 e possui um semieixo maior de 45,974 UA. O seu periélio leva o mesmo a uma distância de 41,060 UA em relação ao Sol e seu afélio a 50,887 UA.